# Pozsonyi V. járás

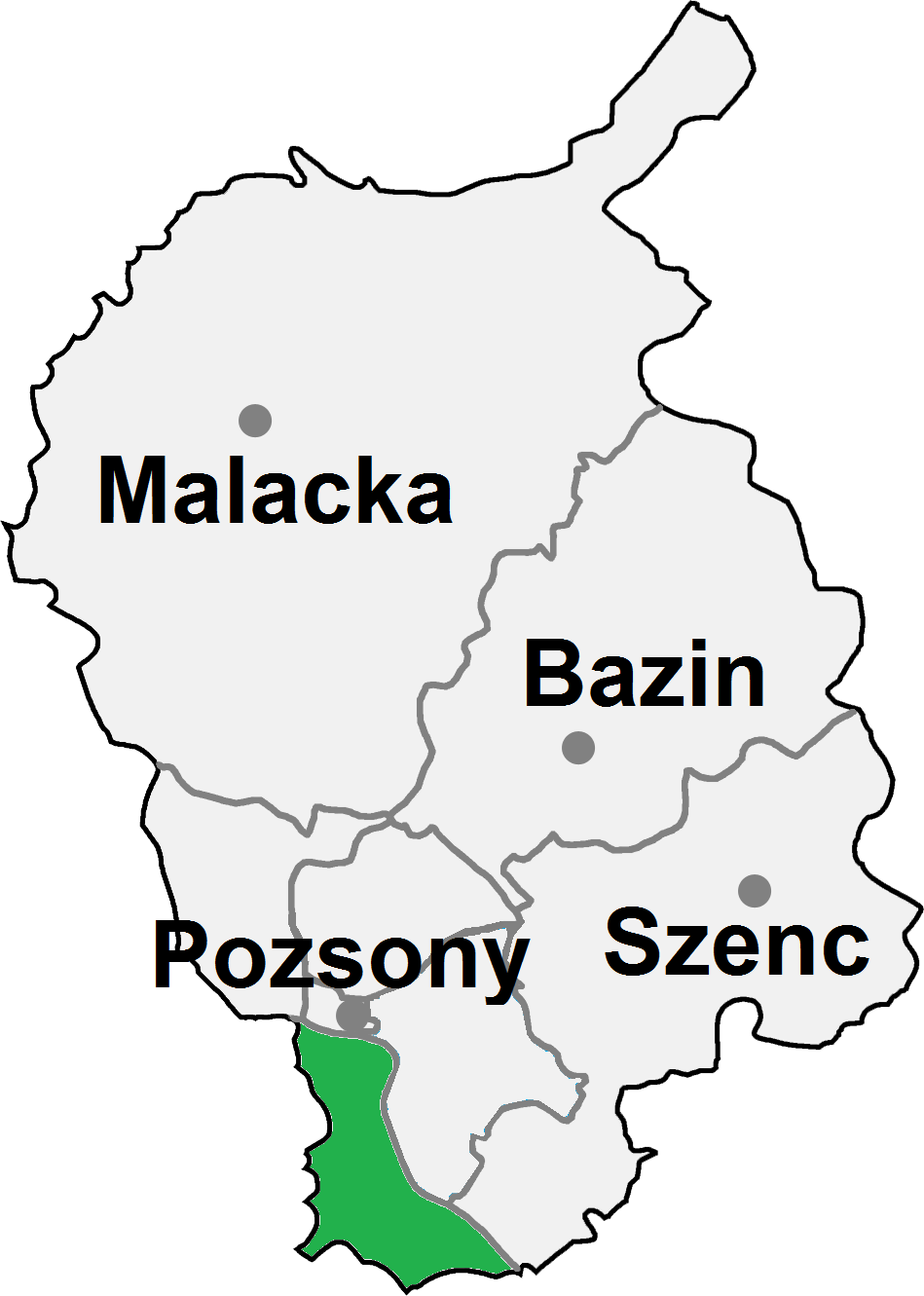
A Pozsonyi V. járás fekvése a Pozsonyi kerületen belül

A Pozsonyi V. járás (szlovákul Okres Bratislava V) Szlovákia Pozsonyi kerületének közigazgatási területe, mely Pozsony városnak az Óvárostól és a Dunától délre eső területét foglalja magában. 
Területe 94 km², lakossága 111 135 fő (2011).
Pozsony város következő részei tartoznak hozzá:
 (Zárójelben a szlovák név szerepel.)
- Dunacsún (Čunovo)
- Horvátjárfalu (Jarovce)
- Oroszvár (Rusovce)
- Pozsonyligetfalu (Petržalka)

## Népessége
| Év:            | 1994.   | 2004.   | 2014.   | 2024.   |
| -------------- | ------- | ------- | ------- | ------- |
| Emberek száma: | 130 503 | 119 441 | 111 001 | 121 843 |
| Eltérés:       |         | -8,47 % | -7,06 % | +9,76 % |

| Év:            | 2023.   | 2024.   |
| -------------- | ------- | ------- |
| Emberek száma: | 122 048 | 121 843 |
| Eltérés:       |         | -0,16 % |

## Lásd még
- Pozsonyi hídfő